# Jaderná elektrárna Gundremmingen
Jaderná elektrárna Gundremmingen leží v Německu. Nachází se v Gundremmingenu v okrese Günzburg v Bavorsku. Jako chladicí zdroj slouží řeka Dunaj. Provozuje ji společnost Kernkraftwerk Gundremmingen GmbH - společný projekt RWE Power AG (75 %) a PreussenElektra (25 %). Ve své době byla nejvýkonnější jadernou elektrárnou v Německu a jde o poslední zdejší jadernou elektrárnu, která měla v provozu současně  více než jeden reaktor. Blok B byl odstaven na konci roku 2017.[potřebuje aktualizovat] Blok C, poslední varný reaktor v Německu, má být odstaven do konce roku 2021[potřebuje aktualizovat] v rámci postupného vyřazování německých jaderných elektráren. 
V roce 1975 byl blok A místem první smrtelné havárie v jaderné elektrárně - 19. listopadu 1975 zasahovali dva technici při odstávce reaktoru na ucpávce. Uvolnili šrouby zajišťující těsnění. Když nevycházela žádná pára, předpokládali, že komora již není pod tlakem. Zcela se uvolnil kryt, koudel se musela uvolnit a umožnila únik vody o teplotě 270 °C pod tlakem 60 barů. Jeden technik zemřel na následky úderu, druhý zemřel následujícího dne.